# 시고촌 (와카야마현)
시고촌(四郷村)은 와카야마현 이토군에 있던 촌이다. 현재의 가쓰라기정 북서단, 국도 제480호선의 연선에 해당한다.

## 역사
- 1889년 4월 1일 - 정촌제 시행에 의해 4촌의 구역을 가지고 성립하였다.
- 1955년 3월 31일 - 가세다정, 오타니촌과 합병해 이토정이 성립하여, 동일 오타니촌은 폐지되었다.

## 참고문헌
- 角川日本地名大辞典 30 和歌山県